# Tsantsa
Tsantsa este un ritual (un procedeu), prin care un trib amazonian, afla actualmente pe teritoriul statului Ecuador, intimidau triburile dușmane, decapitându-i și micșcorânde-le capul, acesta fiind ulterior folosit ca trofeu. Acest procedeu de micșorare a capului uman se realiza printr-o incizie a cefei prin care erau scoase oasele craniului, după care era fiert, cusute orificiile (gura, ochi, nas) și masat. Procedeul era reluat de 2-3 ori, în final se obținea capul victimei (ca o papușă), de patru ori mai mic decât în realitate. 
Procedeul tsantsa a fost practicat și de naziști în timpul celui de al 2-lea război mondial, în lagărele de concentrare de la Auschwitz-Birkenau folosindu-se prizonieri evrei.
sursa 
NationalGeografic@yahoo.com